# Années 860
Les années 860 couvrent la période de 860 à 869.

## Événements
- Vers 860 : principauté norvégienne dans les Orcades. Un prince originaire de Möre (Norvège de l’Ouest) s’intitule jarl. Celtes et Scandinaves créent une civilisation originale[1].

- 860 :

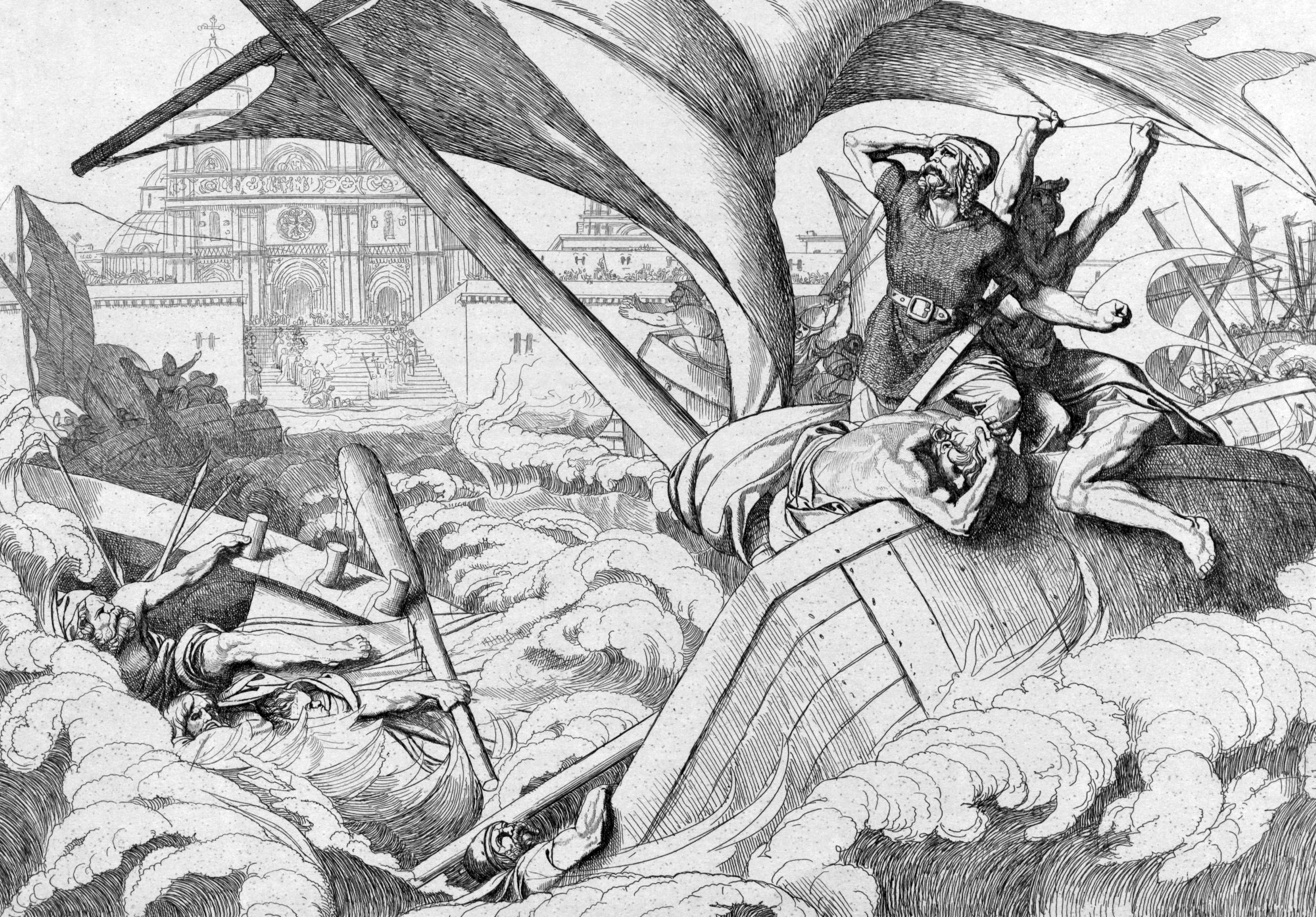
La destruction de la flotte russe à Constantinople en 860. Illustration d'après Fiodor Bruni, avant 1839.

  - guerre entre les Varègues et les Byzantins[2].
  - raid viking dans la vallée du Rhône et en Italie où ils pillent Pise et Luna[3].
- 861 : troisième siège de Paris par les Normands[4]. Poursuite des raids viking en Francie occidentale. Charles le Chauve paye tribut aux Danois (Danegeld, 845, 860-861, 862 et 866)[5]. Pour se défendre des incursions normandes, il ordonne la construction de ponts fortifiés sur la Seine (Pont-de-l'Arche près de Pîtres, 862), l'Oise (Auvers-sur-Oise), la Marne (Trilbardou près de Meaux, Charenton-le-Pont) et la Loire (Ponts-de-Cé, près d'Angers)[3].
- 861–870 : anarchie à Samarra ; troubles dans l'empire abbasside après l’assassinat du calife al-Mutawakkil. Le gouvernement central est affaibli et les provinces du califat tendent à l'autonomie[6].

- 862 : 

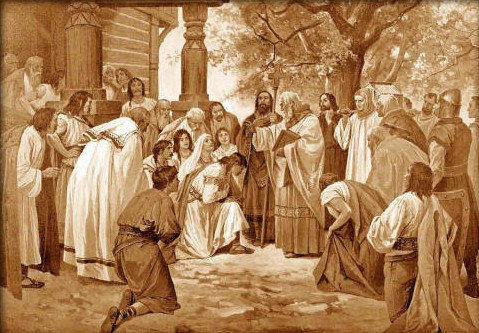
Cyrille et Méthode en Moravie

  - mission de Cyrille et Méthode en Grande Moravie. Conversion des peuples slaves et des bulgares. Les deux frères traduisent la Bible en slavon et fondent une école pour la formation du clergé à la cour de Rotislav[7].
  - premiers raids hongrois en Germanie[8].
  - le Rús Riourik fonde Novgorod (Holmgardhr) qui devient principauté[9].
- 863 : l'offensive arabe en Anatolie, appuyée par les pauliciens, est stoppé par les victoires byzantines[10]. Les guerres victorieuses après les années 860 fournissent à l’Empire byzantin des quantités considérables d’esclaves[11].
- 865 : conversion des Bulgares au christianisme[12].
- 865–878 : nouvelle vague d'incursions danoises en Angleterre. Invasion de la Grande Armée. Création du royaume viking d'York[3].
- 867 :
  - schisme de Photios[13]. Le patriarche de Constantinople conteste dans son encyclopédie l'orthodoxie du pape et de l'Église romaine.
  - Basile Ier fonde la dynastie macédonienne[14]. Il lance des réformes économique et administrative dans l'empire byzantin et consolide le système politique. Pour alléger les charges fiscales des petits propriétaires, il accepte de leur laisser cultiver des terres pour lesquelles ils ne figurent pas au registre du fisc[15].

- 867-909 : dynastie des Saffarides en Iran[16].

- 868 : création à l'ouest de la péninsule Ibérique du premier comté Portucalense, une dépendance du royaume de Galice[17].
- 868-905 : dynastie toulounide en Égypte[18].

## Personnages significatifs
Al-Muhtadi
- Al-Muntasir
- Al-Mutazz
- Bardas
- Basile Ier
- Baudouin Ier de Flandre
- Charles II le Chauve
- Girart de Roussillon
- Harald Ier de Norvège
- Hincmar de Reims
- Lothaire II de Lotharingie
- Louis II de France
- Michel III
- Photios Ier de Constantinople
- Robert le Fort, marquis de Neustrie, † 866 à Brissarthe.
- Salomon de Bretagne